# Mateur
Mateur (àrab: ماطر, Māṭir) és una ciutat de Tunísia, a uns 30 km al sud-oest de Bizerta, a la governació de Bizerta. Té 31.345 habitants.

## Economia
L'economia és principalment agrícola i es fa mercat el divendres i dissabte pels pagesos de la comarca. El govern hi ha instal·lat dos zones industrials.

## Natura
El Parc Nacional d'Ichkeul, al voltant del llac d'Ichkeul, és uns 10 km al nord de la ciutat.

## Etimologia
Es pensa que fou l'antic llogaret anomenat Matarensis, però el nom també podria derivar de l'àrab màtar (plural amtar) que vol dir ‘pluja’.

## Història
El 1881 la ciutat es va oposar al protectorat francès, però els francesos van dominar la zona l'abril del 1882. La municipalitat es va formar el 12 d'octubre de 1898.

## Administració
És el centre de la delegació o mutamadiyya homònima, amb codi geogràfic 17 56 (ISO 3166-2:TN-12), dividida en deu sectors o imades:
- Mateur (17 56 51)
- Banlieue de Mateur (17 56 52)
- Mateur Sud (17 56 53)
- Cité En Nasr (17 56 54)
- Nefat (17 56 55)
- Cité Essadaka (17 56 56)
- Targuellache (17 56 57)
- Arab Majour (17 56 58)
- Behaya (17 56 59)
- Boumkhila (17 56 60)

Al mateix temps, forma una municipalitat o baladiyya (codi geogràfic 17 13), dividida en dues circumscripcions o dàïres:
- Mateur (17 13 11)
- Cité El Omrane (17 13 12)

La municipalitat s'estén pels deu sectors o imades de la delegació o mutamadiyya.